# Buxières-sur-Arce
Pour les articles homonymes, voir Buxières.
Buxières-sur-Arce est une commune française, située dans le département de l'Aube en région Grand Est.

## Géographie
| Magnant       |                   | Beurey  |
| Bar-sur-Seine | Buxières-sur-Arce | Chervey |
|               | Ville-sur-Arce    |         |

### Hydrographie
La commune est dans la région hydrographique « la Seine de sa source au confluent de l'Oise (exclu) » au sein du bassin Seine-Normandie. Elle est drainée par l'Arce et le Fossé 01 du Bois de l'Hôpital,.
L'Arce, d'une longueur de 26 km, prend sa source dans la commune de Saint-Usage et se jette  dans la Seine à Bar-sur-Seine, après avoir traversé neuf communes.

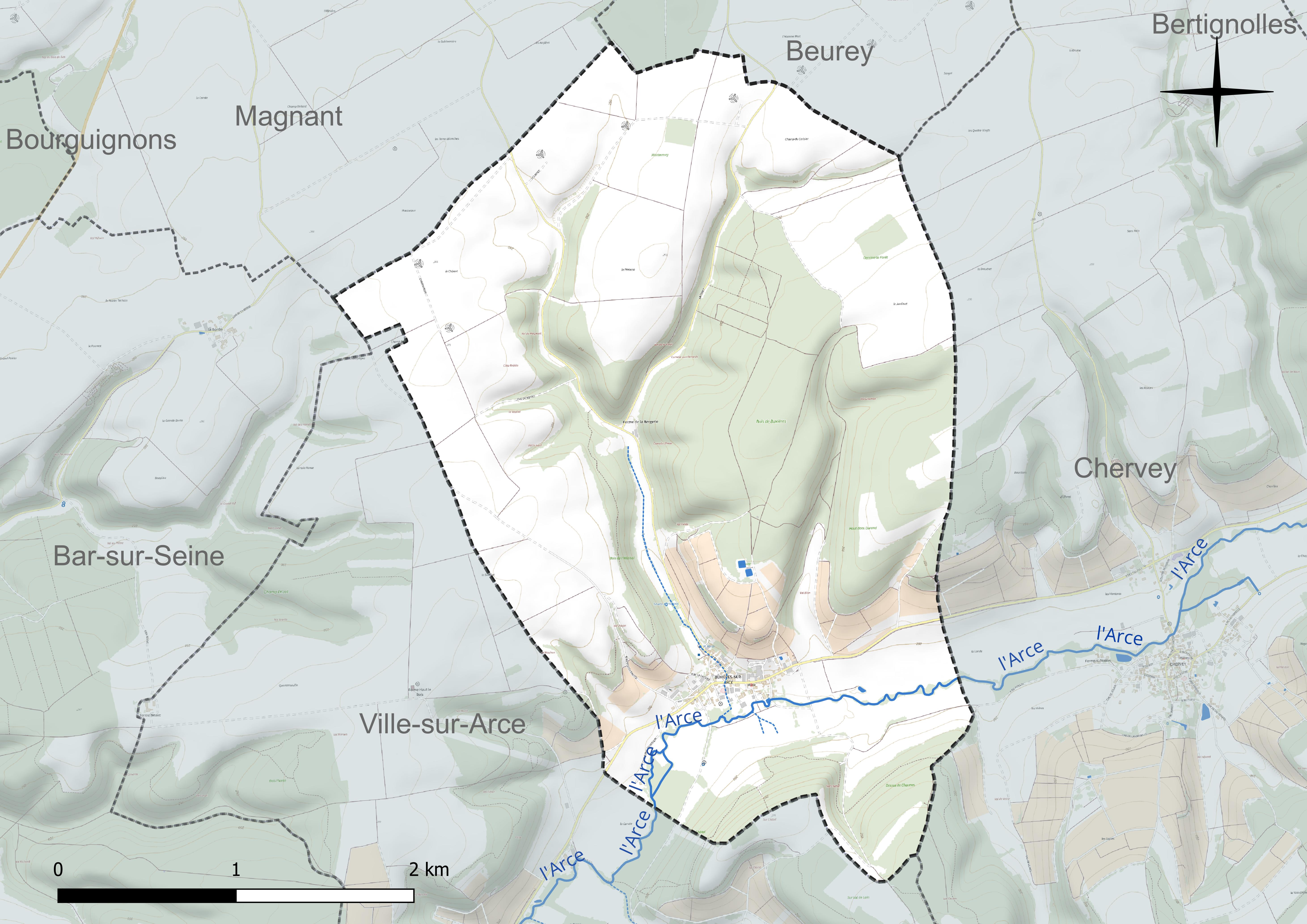
Réseau hydrographique de Buxières-sur-Arce.

### Climat
Pour des articles plus généraux, voir Climat du Grand Est et Climat de l'Aube.
En 2010, le climat de la commune est de type climat des marges montargnardes, selon une étude du Centre national de la recherche scientifique s'appuyant sur une série de données couvrant la période 1971-2000. En 2020, Météo-France publie une typologie des climats de la France métropolitaine dans laquelle la commune est exposée à un climat océanique altéré et est dans la région climatique Lorraine, plateau de Langres, Morvan, caractérisée par un hiver rude (1,5 °C), des vents modérés et des brouillards fréquents en automne et hiver.
Pour la période 1971-2000, la température annuelle moyenne est de 10,8 °C, avec une amplitude thermique annuelle de 16,1 °C. Le cumul annuel moyen de précipitations est de 852 mm, avec 13,4 jours de précipitations en janvier et 8,6 jours en juillet. Pour la période 1991-2020, la température moyenne annuelle observée sur la station météorologique de Météo-France la plus proche, « Celles-sur-ource », sur la commune de Celles-sur-Ource à 7 km à vol d'oiseau, est de 11,4 °C et le cumul annuel moyen de précipitations est de 747,2 mm. 
La température maximale relevée sur cette station est de 40,6 °C, atteinte le 25 juillet 2019 ; la température minimale est de −15 °C, atteinte le 1er mars 2005,,.
Les paramètres climatiques de la commune ont été estimés pour le milieu du siècle (2041-2070) selon différents scénarios d'émission de gaz à effet de serre à partir des nouvelles projections climatiques de référence DRIAS-2020. Ils sont consultables sur un site dédié publié par Météo-France en novembre 2022.

## Urbanisme

### Typologie
Au 1er janvier 2024, Buxières-sur-Arce est catégorisée commune rurale à habitat dispersé, selon la nouvelle grille communale de densité à 7 niveaux définie par l'Insee en 2022.
Elle est située hors unité urbaine et hors attraction des villes,.

### Occupation des sols
L'occupation des sols de la commune, telle qu'elle ressort de la base de données européenne d’occupation biophysique des sols Corine Land Cover (CLC), est marquée par l'importance des territoires agricoles (61,2 % en 2018), une proportion identique à celle de 1990 (61,2 %). La répartition détaillée en 2018 est la suivante : 
terres arables (53,9 %), forêts (36,4 %), zones agricoles hétérogènes (7,3 %), zones urbanisées (2,4 %). L'évolution de l’occupation des sols de la commune et de ses infrastructures peut être observée sur les différentes représentations cartographiques du territoire : la carte de Cassini (XVIIIe siècle), la carte d'état-major (1820-1866) et les cartes ou photos aériennes de l'IGN pour la période actuelle (1950 à aujourd'hui).

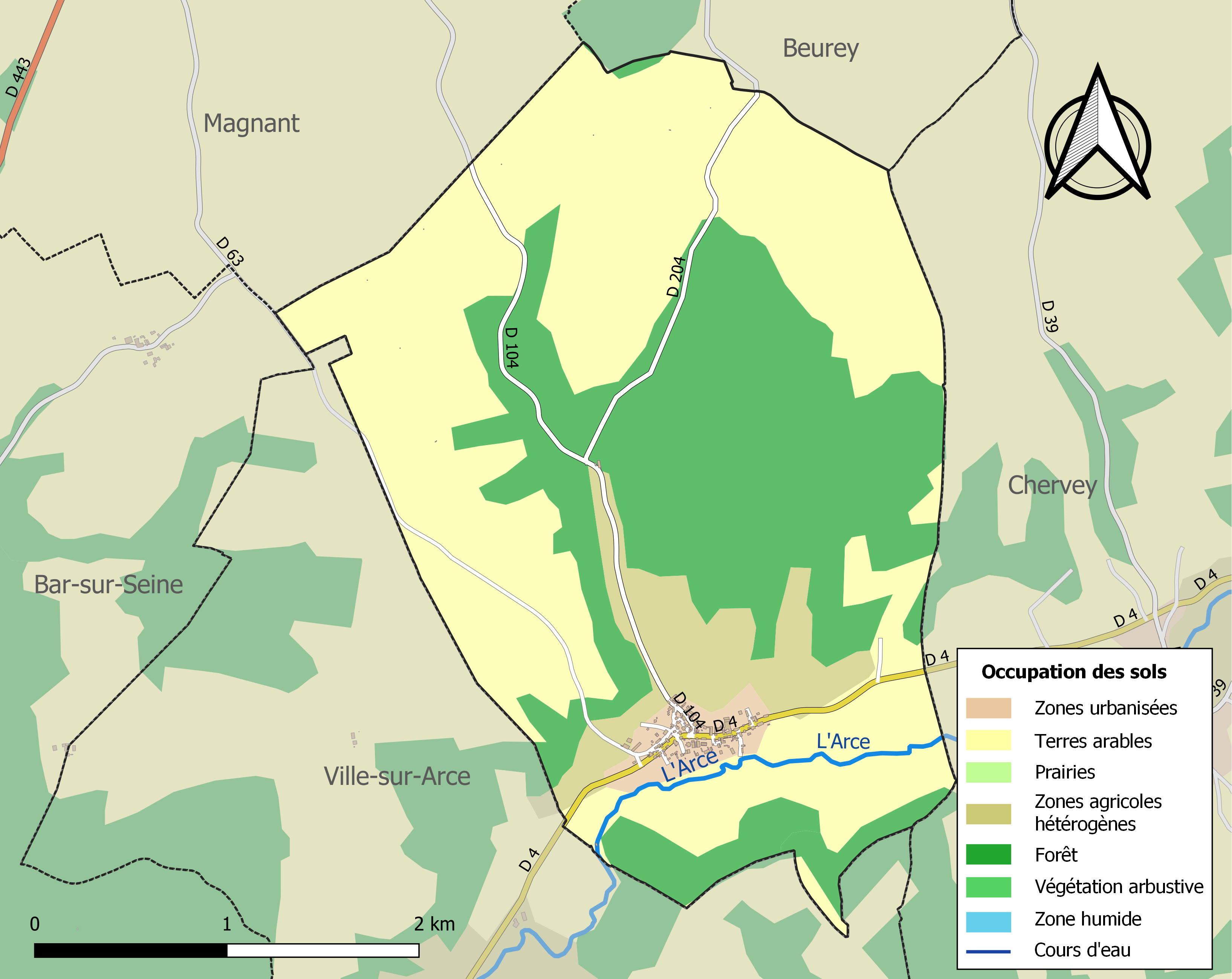
Carte des infrastructures et de l'occupation des sols de la commune en 2018 (CLC).

## Histoire
La commune de Buxières est d'après Lucien Coutant citée pour la première fois en 770 dans un capitulaire ainsi que dans un acte provenant de l'abbé de Saint Benigne de Dijon. Le village tire son nom du buis, et était dénommé Busserie en 1095. Les premières traces d'occupation remontent au néolithique ; un dépôt monétaire constitué de 18 monnaies gauloises témoigne par ailleurs d'une occupation antique. La voie romaine Troyes - Langres traverserait ce village (L. Coutant).
D'après le Père Vigné, la Montagne de Chasté aurait été occupée à l'époque romaine. Cependant, les prospections pédestres n'ont à ce jour pas permis de confirmer cette affirmation.

## Politique et administration
| Période                                  | Période   | Identité         | Étiquette | Qualité                    |
| ---------------------------------------- | --------- | ---------------- | --------- | -------------------------- |
| mars 2001                                | mars 2008 | Hélène Gautherot |           |                            |
| mars 2008                                | En cours  | Paul Viardet     | DVG       | Retraité de l'enseignement |
| Les données manquantes sont à compléter. |           |                  |           |                            |

## Démographie

### Évolution démographique
L'évolution du nombre d'habitants est connue à travers les recensements de la population effectués dans la commune depuis 1793. Pour les communes de moins de 10 000 habitants, une enquête de recensement portant sur toute la population est réalisée tous les cinq ans, les populations de référence des années intermédiaires étant quant à elles estimées par interpolation ou extrapolation. Pour la commune, le premier recensement exhaustif entrant dans le cadre du nouveau dispositif a été réalisé en 2008.

En 2022, la commune comptait 107 habitants, en évolution de −13,71 % par rapport à 2016 (Aube : +0,7 %, France hors Mayotte : +2,11 %).
| 1793 | 1800 | 1806 | 1821 | 1831 | 1836 | 1841 | 1846 | 1851 |
| ---- | ---- | ---- | ---- | ---- | ---- | ---- | ---- | ---- |
| 470  | 479  | 464  | 484  | 467  | 473  | 473  | 460  | 463  |

| 1856 | 1861 | 1866 | 1872 | 1876 | 1881 | 1886 | 1891 | 1896 |
| ---- | ---- | ---- | ---- | ---- | ---- | ---- | ---- | ---- |
| 448  | 447  | 418  | 386  | 361  | 331  | 331  | 331  | 288  |

| 1901 | 1906 | 1911 | 1921 | 1926 | 1931 | 1936 | 1946 | 1954 |
| ---- | ---- | ---- | ---- | ---- | ---- | ---- | ---- | ---- |
| 271  | 263  | 235  | 171  | 184  | 170  | 161  | 140  | 98   |

| 1962 | 1968 | 1975 | 1982 | 1990 | 1999 | 2006 | 2008 | 2013 |
| ---- | ---- | ---- | ---- | ---- | ---- | ---- | ---- | ---- |
| 128  | 136  | 137  | 138  | 139  | 149  | 154  | 156  | 132  |

| 2018 | 2022 | - | - | - | - | - | - | - |
| ---- | ---- | - | - | - | - | - | - | - |
| 119  | 107  | - | - | - | - | - | - | - |

### Pyramide des âges
En 2021, le taux de personnes d'un âge inférieur à 30 ans s'élève à 33,6 %, soit en dessous de la moyenne départementale (35,0 %). De même, le taux de personnes d'âge supérieur à 60 ans est de 21,9 % la même année, alors qu'il est de 28,2 % au niveau départemental.
En 2021, la commune comptait 60 hommes pour 55 femmes, soit un taux de 52,17 % d'hommes, légèrement supérieur au taux départemental (48,70 %).
Les pyramides des âges de la commune et du département s'établissent comme suit :
| Hommes | Classe d’âge | Femmes |
| ------ | ------------ | ------ |
| 0,0    | 90 ou +      | 0,0    |
| 6,5    | 75-89 ans    | 8,8    |
| 16,1   | 60-74 ans    | 12,3   |
| 32,3   | 45-59 ans    | 28,1   |
| 11,3   | 30-44 ans    | 17,5   |
| 24,2   | 15-29 ans    | 24,6   |
| 9,7    | 0-14 ans     | 8,8    |

| Hommes | Classe d’âge | Femmes |
| ------ | ------------ | ------ |
| 0,8    | 90 ou +      | 2,1    |
| 7,4    | 75-89 ans    | 10,2   |
| 17,4   | 60-74 ans    | 18,4   |
| 19,4   | 45-59 ans    | 19     |
| 17,8   | 30-44 ans    | 17,3   |
| 18,3   | 15-29 ans    | 15,9   |
| 19     | 0-14 ans     | 17,1   |

## Culture locale et patrimoine

### Lieux et monuments

Le lavoir de Buxières-sur-Arce.

L'église Saint-Martin de Buxières-sur-Arce date du XVIe siècle. On peut y trouver, outre plusieurs statues de cette époque, une dalle funéraire d'un Mariglier de céans qui « trépassa » en 1508. D'après Lucien Coutant, l'église, malgré les remaniements qu'elle a subi, pourrait cependant comporter des parties romanes.
Plus récent, le lavoir du village est un lavoir ouvert, dont la charpente a été restaurée il y quelques années (photographie avant restauration).